# Badusa corymbifera
Badusa corymbifera là một loài thực vật có hoa trong họ Thiến thảo. Loài này được (G.Forst.) A.Gray mô tả khoa học đầu tiên năm 1860.